# Masarykův most (Užhorod)
Masarykův most (ukrajinsky Томаша Масаріка міст) se nachází v ukrajinském městě Užhorodě v Zakarpatské oblasti. Silniční most překonává řeku Uh v západní části města. Byl vybudován v roce 1937 na základě projektu neznámého architekta.

## Historie
Železobetonový most vznikl v rámci rozvoje hlavního města někdejší Podkarpatské Rusi v 20. letech 20. století. V roce 1928 zažádal tehdejší primátor Užhorodu o výstavbu mostu, v roce 1934 byly zahájeny stavební práce mostu za cenu celkem 8 milionů korun a o dva roky později byl most dokončen. Byl odhalen za přítomnosti prezidenta republiky Edvarda Beneše. Po smrti Tomáše Garrigue Masaryka byl most pojmenován po něm. Tento název však vydržel pouze do První vídeňské arbitráže, kdy byl celý Užhorod odstoupen Maďarsku. Od té doby byl znám pouze jako Nový most (maďarsky Új híd).
V roce 1944 byl v souvislosti s příchodem Rudé armády vyhozen do vzduchu ustupujícím maďarským vojskem. Bylo zničeno hned několik mostních polí stavby. Most byl však velmi rychle provizorně opraven (do zničených mostních polí byly dobudovány dřevěné konstrukce). Na přelomu 40. a 50. let byl most obnoven do své původní podoby.
Most nese Masarykovo jméno opět od roku 2012.
Most zajistil spojení části Malé Galago, kde se nacházely zemské úřady s druhým břehem řeky, kde stojí místní nádraží. Betonový obloukový most stojí na čtyřech pilířích, má mostovku s dvěma pruhy a chodníky pro pěší.